# La strada (balletto)
La strada è un balletto in un unico atto, tratto dall'omonimo film del 1954 di Federico Fellini; le coreografie sono di Mario Pistoni, con musiche di Nino Rota. Fu rappresentato per la prima volta il 10 marzo 1967 al Teatro alla Scala di Milano ed i primi interpreti furono Carla Fracci (Gelsomina), Aldo Santambrogio (Zampanò) e lo stesso Pistoni (il Matto). 

## La trama
Il balletto racconta le vicende della giovane Gelsomina, una ragazza venduta dalla madre ad un artista di strada di nome Zampanò. Per guadagnarsi da vivere, la ragazza deve imparare a suonare la tromba durante le prove di forza che il suo padrone mette in scena nelle piazze italiane durante le feste popolari. Quella dei saltimbanchi è una vita durissima, a cui Gelsomina non riesce ad adattarsi; inoltre è costretta a subire continuamente le brutali attenzioni di Zampanò, invaghito di lei. 
Una sera Gelsomina conosce tre suonatori ambulanti e decide di scappare con loro; insieme, giungono in un paese in festa, dove la giovane viene avvicinata da un equilibrista - poeta e suonatore chiamato il Matto, che con i suoi modi gentili riesce a conquistare la fiducia della ragazza.
Tuttavia, durante la festa Gelsomina viene accerchiata da quattro militari che la insidiano e riesce a salvarsi solo grazie all'intervento di Zampanò, che decide però di portarla nuovamente via con sé. 
Nel quadro successivo si scopre che Zampanò ed il Matto sono stati assunti nello stesso circo: l'uno si esibisce rompendo catene col petto, l'altro incantando il pubblico col suono triste del suo violino. L'attrazione di Gelsomina nei confronti del Matto è palese e tra i due uomini nasce un'accesa rivalità. In poco tempo scoppia una rissa e il Matto, ferito gravemente, viene salvato dalle guardie che arrestano Zampanò e lo conducono in prigione. Adesso, libera dal suo padrone, Gelsomina può passare del tempo insieme all'artista; l'idillio dura finché Zampanò non esce di prigione e reclama per sé la ragazza. 
Il lavoro di saltimbanco non basta più a Zampanò per pagare le spese e così coinvolge Gelsomina nel furto di un prezioso ex voto appartenente ad un convento di suore; durante la fuga i due incontrano nuovamente il Matto, che viene ucciso da Zampanò in un impeto d'ira.
Gelsomina cade definitivamente in depressione e col sopraggiungere dell'inverno si ammala gravemente; Zampanò, incurante della nevicata e del freddo, decide di abbandonarla alla sua strada e se ne va, cercando perfino di rubarle la tromba che le aveva donato l'equilibrista.
Gli anni passano, ma Zampanò non riesce a dimenticare la ragazza e decide di tornare a cercarla. Quando trova sue notizie, scopre che è morta e per la prima volta nella sua vita si rende conto del suo fallimento nella vita, delle sue colpe e delle sue sconfitte: la scena finale si chiude con Zampanò solo ed ubriaco, perso nella sua disperazione.

## Altre notizie
Nei primi anni Sessanta, creare coreografie basate su una pellicola cinematografica era un esperimento ancora intentato, se si escludono i tentativi più teatrali del musical americano. Per comporre il balletto fu chiamato Nino Rota, che già era stato l'autore delle musiche per molti film di Fellini. L'elegante impianto scenico ed i costumi furono invece progettati da Lucio Damiani. 
Lo spettacolo ebbe un notevole successo fin dall'inizio e fu molto apprezzato anche dallo stesso Fellini. Replicato in tutto il mondo, è considerato uno degli esempi migliori di coreografia neorealista in Italia.

## L'aspetto tecnico
Le scene che si susseguono nel balletto propongono allo spettatore quadri realistici, volti a mostrare la quotidianità del ceto medio e basso italiano degli anni Cinquanta, attaccato alle proprie tradizioni popolari. Spesso infatti vengono inscenati matrimoni, processioni, feste popolari e naturalmente la vita del circo. 
L'obiettivo della coreografia è mettere in luce non tanto le azioni dei personaggi, quanto la loro psicologia, le loro diverse personalità, e per farlo utilizza un linguaggio che non è quasi mai quello accademico visto nel repertorio classico. 
Il pas de deux di Gelsomina e del Matto, ad esempio, ha tratti molto accademici rispetto alla parte del rude saltimbanco Zampanò: i passi assegnati a quest'ultimo, infatti, sono piuttosto azioni da interpretare sulla musica. Alla figura del Matto è riservata una parte da danzatore nervoso ed esagitato, piena di virtuosismi di giri e salti, manifestazione della continua tensione verso il cielo, che diventa simbolo della fantasia e della libertà. Gelsomina di rado balla en pointe e comunque in modo non accademico, ed offre allo spettatore movimenti delicati che trasmettono l'anima sognatrice della protagonista.